# Giovanni Nicotera
Giovanni Nicótera báró, (Sambiase (Calabria),  1828. szeptember 9. – Vico Equense, 1894. június 13.) olasz politikus, miniszterelnök.

## Életpályája
Nicótera Sambiase-ban tanult. Középfokú tanulmányai után jogot tanult. Korán csatlakozott az Ifjú Itália forradalmi társulathoz. 1848-ban részt vett a calabriai felkelésben és később tiszti ranggal a római köztársaság hadseregébe lépett. 1849-ben megsebesült és egy ideig Torinában visszavonultan élt, de már 1857-ben a Mazzini által Sapri ellen szervezett expedícióhoz csatlakozott. A Bourbon-dinasztia megbuktatására megindított expedició tagjait azonban elfogták és Nicoterát életfogytiglani gályarabságra ítélték, amelyet kezdetben Nápolyban, majd Faviguana szigetén (Szicilia nyugati partján) kellett letöltenie.
.

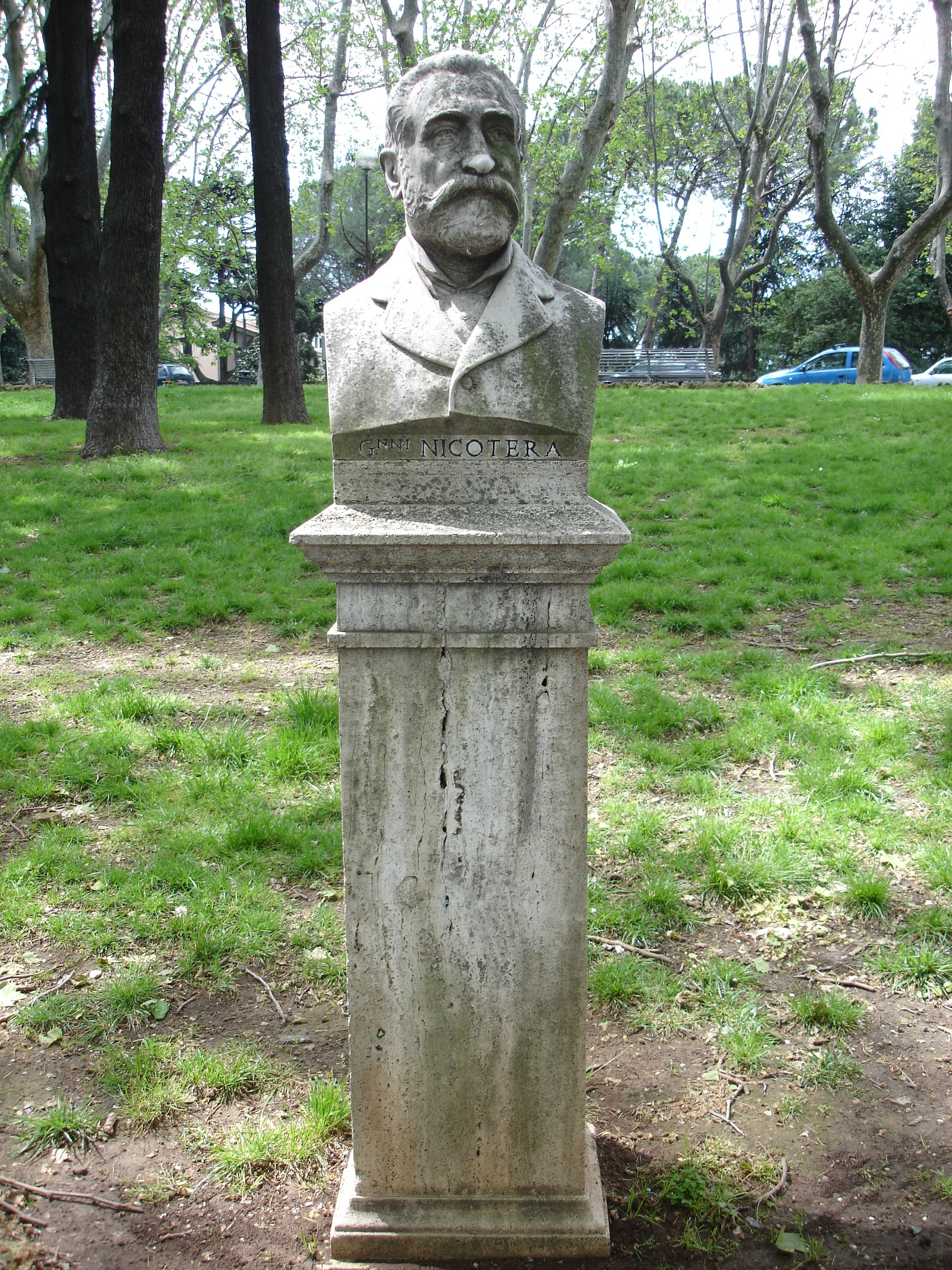
Nicotera mellszobra

1860-ban kiszabadította őt Giuseppe Garibaldi, aki egyúttal mint tisztet önkéntes csatába fogadta, amelyben aztán Nicotera 1860-1861-ben, majd 1866-1867-ben szolgált. A parlamentben Salerno városát képviselte. A balpárt vezetőihez tartozott, és amikor a balpárt 1876 márciusában a consorteria uralmát megbuktatta, Nicotera a Depretis-kabinetben a belügyi tárcát kapta. Hivatali hatalmát ellenfeleinek erélyes megfékezésére, valamint dél-itáliai barátainak és híveinek jutalmazására használta. Minisztertársai 1877. december 16-án lemondásra kényerítették. Nicotera ezután bosszúból minden következő kormány ellen fellépett és többet meg is buktatott.
A parlamentben az ún. pentarchia vezetői közé tartozott. 1891 februárjában Crispi bukása után a Rudini-kormányban a belügyi tárcát vette át, de már májusban le kellett mondania. Élete alkonyán nagy számú ellenfelei csúnya perbe keverték; azt fogták rá, hogy az 1857. évi expedició, illetőleg elfogatása után terhelő vallomást tett fogolytársaira nézve és a Bourbon-kormány ennek az árulásnak a fejében enyhítette volna Nicotera fogságát.